# Minor Scale

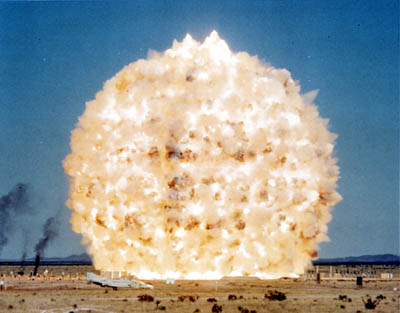
Feuerball des Minor-Scale-Tests direkt nach der Detonation. Als Größenvergleich eine F-4 Phantom im Vordergrund

Der Minor-Scale-Test war eine der bislang größten durchgeführten konventionellen Explosionen. Der am 27. Juni 1985 auf der White Sands Missile Range in New Mexico von der Defense Threat Reduction Agency der Vereinigten Staaten durchgeführte Test diente dazu, die Druck- und Hitze-Auswirkungen einer kleinen Kernwaffe zu simulieren.
Bei dem auf Bodenniveau durchgeführten Test detonierten 4250 Tonnen ANFO, was einer Bodenexplosion einer Nuklearwaffe von ca. 4 kt TNT-Äquivalent oder einer Luftdetonation einer Nuklearwaffe von ca. 8 kt TNT-Äquivalent vergleichbar ist.
Angaben der Defense Nuclear Agency (ehemalige militärische US-Atombehörde, einer der Vorläufer der Defense Threat Reduction Agency) zufolge war Minor Scale die „größte geplante konventionelle Explosion der freien Welt“ (die 6700 t Sprengstoffe 1947 auf Helgoland waren über eine größere Fläche verteilt). Ziel des Experiments war, die Auswirkung der Hitze- und Druckeffekte der Explosion auf verschiedene militärische Geräte zu testen, insbesondere auf die gepanzerten mobilen Abschussrampen der damals in der Entwicklung befindlichen Midgetman-Interkontinentalrakete.
Konventionelle Explosionen von ähnlicher Größe waren der ebenfalls in White Sands durchgeführte Misty-Picture-Test von 1987 (4685 t ANFO) und die Port-Chicago-Katastrophe von 1944 (5000 t Sprengstoff).
Ein deutlich kleinerer Test zu einem ähnlichen Zweck war schon am 7. Mai 1945, also einen guten Monat vor Trinity durchgeführt worden. 100 Tonnen TNT dienten Ingenieuren und Wissenschaftlern als Generalprobe für die Beobachtung der ersten Nuklearexplosion.
500 t TNT wurden auch 1965 bei Tests auf Hawaii zur Simulation der Wirkung von Nuklearwaffen verwendet.